# 海南カレーライス
海南カレーライス（かいなんカレーライス、別称としてハイナニーズカレーライス、海南咖喱飯とも。英語:Hainanese curry rice）とは、炊いた白米にカレーと肉汁をかけたシンガポール料理。カレーチキンやポークチョップ、チャプチャイ（中華風の野菜炒め）、扣肉（豚肉の炒め物）等が付け合わせられるのが特徴である。海南島出身者によって考案された料理ではあるものの、中国・海南省の料理ではなく、シンガポール料理の一種である。

## 歴史
海南カレーライスは、シンガポールの英国統治時代に発展した。イギリス人や裕福なプラナカン人（海峡中国人）の家庭で料理人として雇われることが多かった在シンガポール海南人によって考案された。材料のうち、ポークチョップはイギリス料理が、カレーチキンやバビポンテ、チャプチャイ等のその他の材料はプラナカン料理が由来であり、これらが海南カレーライスに取り入れられた。シンガポールにおいて最も有名かつ人気の海南カレーライス販売店であるLoo'sは1946年創業で、ティオンバルマーケットの向かいに店を構える。

## 各材料の詳細

### 米
従来の製法では、海南カレーライスは白米の使用を基本としていた。近年では、ジンスンファ・カレーライス店のように、玄米を選べる店もある。

### カレー
カレーは南アジアのものと比べて、よりまろやかで濃厚な風味である。